# Реља Лукић
Реља Лукић (Мала Жуљевица, Босански Нови 23. јануар 1915 – Београд, 6. фебруар 2001) био је генерал-потпуковник ЈНА и учесник Народноослободилачке борбе.

## Биографија
Прије Другог свјетског рата био је радник. Учествовао је у НОР-у од 1941, као политички комесар бригаде и дивизије. Послије рата завршио је Вишу војну академију ЈНА у Београду и курс оператике ЈНА. Био је политички комесар дивизије, пјешадијског школског центра, те помоћник команданта војног подручја и граничних јединица ЈНА. Пензионисан је 1971. године. Носилац је Споменице 1941. и више војних одликовања.